# Tasaki Takahiro
Takahiro Tasaki (sinh ngày 13 tháng 12 năm 1977) là một cầu thủ bóng đá người Nhật Bản.

## Sự nghiệp câu lạc bộ
Takahiro Tasaki đã từng chơi cho Oita Trinita.